# 30187 Jamesroney
30187 Jamesroney è un asteroide della fascia principale. Scoperto nel 2000, presenta un'orbita caratterizzata da un semiasse maggiore pari a 2,3486302 UA e da un'eccentricità di 0,1839109, inclinata di 4,11588° rispetto all'eclittica.